# کارل ویلسون (نویسنده)
کارل ویلسون (انگلیسی: Carl Wilson) منتقد موسیقی کانادایی است که برای چندین نشریه از جمله گلوب اند میل و از سال ۲۰۲۲ برای اسلیت مطلب می‌نویسد. او وبلاگ Zoilus را راه‌اندازی کرده است. ویلسون بیشتر به خاطر کتابش Let's Talk About Love: A Journey to the End of Taste شناخته می‌شود. هرچند که این کتاب نقدی بر آلبوم بیا درباره عشق حرف بزنیم از سلین دیون بود، اما هدف اصلی ویلسون در این کتاب این است که هم خودش و هم نقد موسیقی را بررسی و نقد کند. در سال ۲۰۱۴، نسخه‌ای گسترش یافته از این کتاب منتشر شد که شامل مقالاتی از جیمز فرانکو، مری گیت‌اسکیل، نیک هورن‌بای و کریست ناواسلیک بود.